# Marija Illarionovna Voroncovová-Daškovová
Marie Illarionovna Voroncova-Daškova (13. února 1903, Carskoje Selo – 15. června 1997, Cannes) byla ruská hraběnka a princezna.

## Život
Narodila se 13. února 1903 v Carském Selu jako dcera hraběte Illariona Illarionoviče Voroncova-Daškova a hraběnky Iriny Vasiljevny Naryškiny. Byla druhým dítětem a jedinou dcerou. Dětská léta strávila v Petrohradu a léta na dědečkově panství ve vesnici Novotomnikovo.
Roku 1913 se její rodiče rozvedli a její matka se brzy provdala za prince Sergeje Alexandroviče Dolgorukova. Matka za krátký čas zemřela na zápal plic (podle neoficiálních informací spáchala kvůli novému manželi sebevraždu). Její otec se roku 1915 oženil s Ljudmilou Nikolajevnou Sejdeler.
Během občanské války bojoval její otec na straně dobrovolnické armády. Roku 1920 hraběcí rodina opustila Rusko a odešla do Francie.
Dne 19. února 1922 se provdala za prince Nikitu Alexandroviče Romanova. Z tohoto manželství vzešli dva synové:
- princ Nikita (1923–2007)
- princ Alexandr (1929–2002)

Za druhé světové války se rodina přestěhovala do Říma a poté do Československa, odkud se během ofenzívy Rudé armády dostali do Německa, kde prožili mnoho útrap. Po válce se přestěhovali do USA do města Monterey.
Roku 1960 se vrátili do Francie a usadili se v Cannes.
Zemřela 15. června 1997.